# Turira
Turira era una ciutat situada a la part oriental de l'Eufrates, entre Karkemish i Emar. No se sap la seva localització exacta.
Va formar part del regne de Mitanni, però als voltants del 1270 aC va passar als assiris, encara que el seu domini sobre aquell territori era més aviat nominal i els seus habitants adoptaven una posició independent. El rei hitita Hattusilis III es queixava en una carta al rei d'Assíria Adadnirari I que la gent de Turira feien incursions a la terra d'Ashtata i no n'estava segur de què Turira estiguera sota la seva sobirania. Segons aquesta carta, el rei de Mitanni Wasashatta o potser el seu fill Shattuara I reivindicaven el territori de Turira, cosa que tant Hattusilis com Adadnirari rebutjaven. Com que Hattusilis no n'estava segur de a quin dels dos reis pertanyia la ciutat va demanar al rei assiri que la destruís, respectant els béns dels hitites. I en cas que considerés que la ciutat era dels hitites, que ho comuniqués al "Gran Rei", que ell la destruiria i no tocaria els soldats i les possessions assíries. Aquest fet s'ha de lligar amb la pujada al tron del rei hitita usurpador Hattusilis, que no coneixia bé els límits del seu regne i intentava evitar un conflicte amb Assur.